# Untersteinach
Untersteinach ist eine Gemeinde im oberfränkischen Landkreis Kulmbach in Bayern und Sitz der Verwaltungsgemeinschaft Untersteinach.

## Geografie
Untersteinach liegt im Naturpark Frankenwald. Im Ort mündet die Untere Steinach als rechter Zufluss der Schorgast.

## Gemeindegliederung
Es gibt drei Gemeindeteile (in Klammern ist der Siedlungstyp angegeben):
- Gumpersdorf (Dorf)
- Hummendorf (Weiler)
- Untersteinach (Pfarrdorf)

Die Einöde Neumühle zählt zum Gemeindeteil Untersteinach.
Es gibt auf dem Gemeindegebiet nur die Gemarkung Untersteinach. Sie hat eine Fläche von 11,425 km² und ist in 2054 Flurstücke aufgeteilt, die eine durchschnittliche Flurstücksfläche von 5562,5 m² haben.

## Geschichte
Der Ort wurde im Jahre 1281 als „Nydernsteinach“ erstmals urkundlich erwähnt. Benannt wurde der Ort nach dem Fluss Steinach. Im Gegensatz zu Stadtsteinach, das ursprünglich ohne den Zusatz Stadt- auskam, hatte Untersteinach von Anfang an den Zusatz Nydern-, woraus sich schließen lässt, das Untersteinach die jüngere Siedlung ist. Die Adelsfamilie Varell prägte über sechs Generationen bis zu ihrem Aussterben 1765 die Geschichte des Orts.
Am 10. August 1706 kam es durch einen Bubenstreich zu der bisher größten Katastrophe in der Geschichte von Untersteinach. Drei Jugendliche hatten in einer Scheune mit einer Schlüsselbüchse gespielt, woraufhin das Gebäude Feuer fing. Aufgrund des schönen Wetters und der beginnenden Erntesaison befanden sich fast alle Bürger des Ortes auf den Feldern. So konnte sich das Feuer rasch ausbreiten und fast das komplette Dorf brannte ab. Es war ein Todesopfer zu beklagen. Die Untersteinacher wurden nach dem Unglück in den Nachbardörfern aufgenommen. Zwei Häuser blieben verschont, von denen eines das älteste Gebäude in Untersteinach ist. Es befindet sich in Privatbesitz und steht unter Denkmalschutz.
Gegen Ende des 18. Jahrhunderts bestand Untersteinach aus 100 Anwesen und 1 Kirche, 1 Pfarrhaus, 1 Schulhaus und 1 Gemeindehirtenhaus. Das Hochgericht  übte das brandenburg-bayreuthische Stadtvogteiamt Kulmbach aus. Die Dorf- und Gemeindeherrschaft oblag dem Stadtvogteiamt gemeinsam mit dem Kastenamt Kulmbach. Grundherren waren
- das Kastenamt Kulmbach (39 Anwesen: 2 Mahlmühlen, 1 Wirtshaus, 1 Schmiede, 1 Badstube, 2 Höfe, 3 Halbhöfe, 1 Viertelhof, 1 unbebauter Viertelhof, 17 Sölden, 8 Tropfgütlein, 1 ödes Tropfgütlein, 1 Wohnhaus)
- das Klosteramt Kulmbach (17 Anwesen: 3 Halbhöfe, 8 Viertelhöfe, 2 Dreiachtelhöfe, 2 Söldengütlein, 1 Häuslein, 1 Tropfhaus),
- die Verwaltung Burghaig (4 Anwesen: 1 Gut, 3 Gütlein),
- das Ritterkanton Gebürg mittelbar für
  - das Rittergut Steinenhausen (1 Viertelhof),
  - das Rittergut Untersteinach (31 Anwesen: 1 Schloss, 1 Gasthof mit Bräuhaus, 2 Güter, 12 Sölden, 2 unbebaute Sölden, 1 Halbsölde, 1 Halbsöldenhaus, 1 Söldenhäuslein, 3 Häuser, 2 Tropfhäuser, 5 Tropfhäuslein).
  - das Seniorat von Redwitz (1 Halbhof),
  - das Seniorat von Guttenberg-Guttenberg (5 Anwesen: 1 Mahlmühle, 1 Söldengütlein, 1 Halbsölde, 1 Haus, 1 Hofstatt),
  - die Pfarrei Untersteinach (1 Tropfgütlein),
  - die Pfarrei Guttenberg (1 Halbhof).[9]

Seit dem Reichsdeputationshauptschluss von 1802 gehört Untersteinach zu Bayern. Mit dem Gemeindeedikt wurde 1811 der Steuerdistrikt Untersteinach gebildet, zu dem Gumpersdorf und Hummendorf gehörten. Zugleich entstand die Ruralgemeinde Untersteinach, die deckungsgleich mit dem Steuerdistrikt war. Sie war in Verwaltung und Gerichtsbarkeit dem Landgericht Kulmbach zugeordnet und in der Finanzverwaltung dem Rentamt Kulmbach. Am 1. Oktober 1840 wurde sie an das Landgericht Stadtsteinach und dem Rentamt Stadtsteinach überwiesen (1919 in Finanzamt Stadtsteinach umbenannt). In der freiwilligen Gerichtsbarkeit unterstanden 46 Anwesen bis 148 dem Patrimonialgericht Untersteinach. Ab 1862 gehörte Untersteinach zum Bezirksamt Stadtsteinach (1939 in Landkreis Stadtsteinach umbenannt). Die Gerichtsbarkeit blieb beim Landgericht Stadtsteinach (1879 in Amtsgericht Stadtsteinach umgewandelt). Die Gemeinde hatte 1964 eine Fläche von 11,428 km².

### Einwohnerentwicklung
Im Zeitraum von 1988 bis 2018 sank die Einwohnerzahl von 1941 auf 1811 um 130 bzw. um 6,7 %. Am 31. Dezember 1997 hatte Untersteinach 2076 Einwohner.
Gemeinde Untersteinach
| Jahr      | 1819   | 1840   | 1852   | 1861   | 1867   | 1871   | 1875   | 1880   | 1885   | 1890   | 1895   | 1900   | 1905   | 1910   | 1919   | 1925   | 1933   | 1939   | 1946   | 1950   | 1961   | 1970   | 1987   | 2007   | 2010   | 2015   | 2021   |
| Einwohner | 674    | 786    | 867    | 845    | 852    | 875    | 908    | 961    | 979    | 971    | 997    | 993    | 999    | 1033   | 1053   | 1082   | 1110   | 1141   | 1696   | 1786   | 1759   | 2043   | 1966   | 1945   | 1848   | 1837   | 1783   |
| Häuser    |        |        |        |        |        | 131    |        |        | 138    | 137    |        | 142    |        |        |        | 155    |        |        |        | 201    | 279    |        | 489    |        |        | 599    | 610    |
| Quelle    | [ 13 ] | [ 14 ] | [ 14 ] | [ 15 ] | [ 16 ] | [ 17 ] | [ 18 ] | [ 19 ] | [ 20 ] | [ 21 ] | [ 14 ] | [ 22 ] | [ 14 ] | [ 23 ] | [ 14 ] | [ 24 ] | [ 14 ] | [ 14 ] | [ 14 ] | [ 25 ] | [ 11 ] | [ 26 ] | [ 27 ] | [ 28 ] | [ 28 ] | [ 28 ] | [ 29 ] |

Ort Untersteinach
| Jahr      | 001809 | 001818 | 001819 | 001861 | 001871 | 001885 | 001900 | 001925 | 001950 | 001961 | 001970 | 001987 |
| Einwohner | 539    |        | 554    | 723    | 739    | 840    | 872    | 947    | 1628   | 1665   | 1946   | 1889   |
| Häuser    |        | 102    |        |        |        | 120    | 124    | 138    | 183    | 261    |        | 465    |
| Quelle    | [ 30 ] | [ 10 ] | [ 13 ] | [ 15 ] | [ 17 ] | [ 20 ] | [ 22 ] | [ 24 ] | [ 25 ] | [ 11 ] | [ 26 ] | [ 27 ] |

## Religion
Untersteinach hat die evangelische St.-Oswald-Kirche und die römisch-katholische Kirche Mariae Heimsuchung.

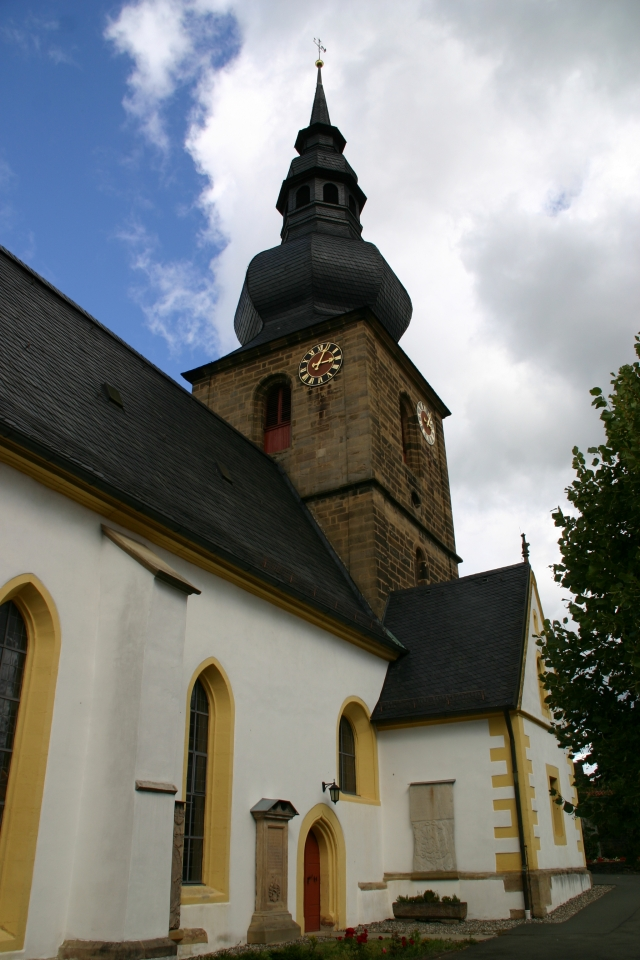
St. Oswald

Die St.-Oswald-Kirche ist eine alte Wehrkirche mit Elementen des gotischen Baustils. Die alten Wehranlagen aus Sandstein mit dem Torhaus sind noch erhalten und können besichtigt werden. Auch das alte Pfarrhaus ist noch von einer Mauer umgeben.
Urkundlich erstmals erwähnt wurde die Pfarrei im Jahre 1281 anlässlich eines Streits zwischen den von Blassenberg und dem Grafen Otto von Orlamünde.
Bereits im Jahre 1553 nahm die St.-Oswald-Gemeinde die evangelisch-lutherische Lehre an.

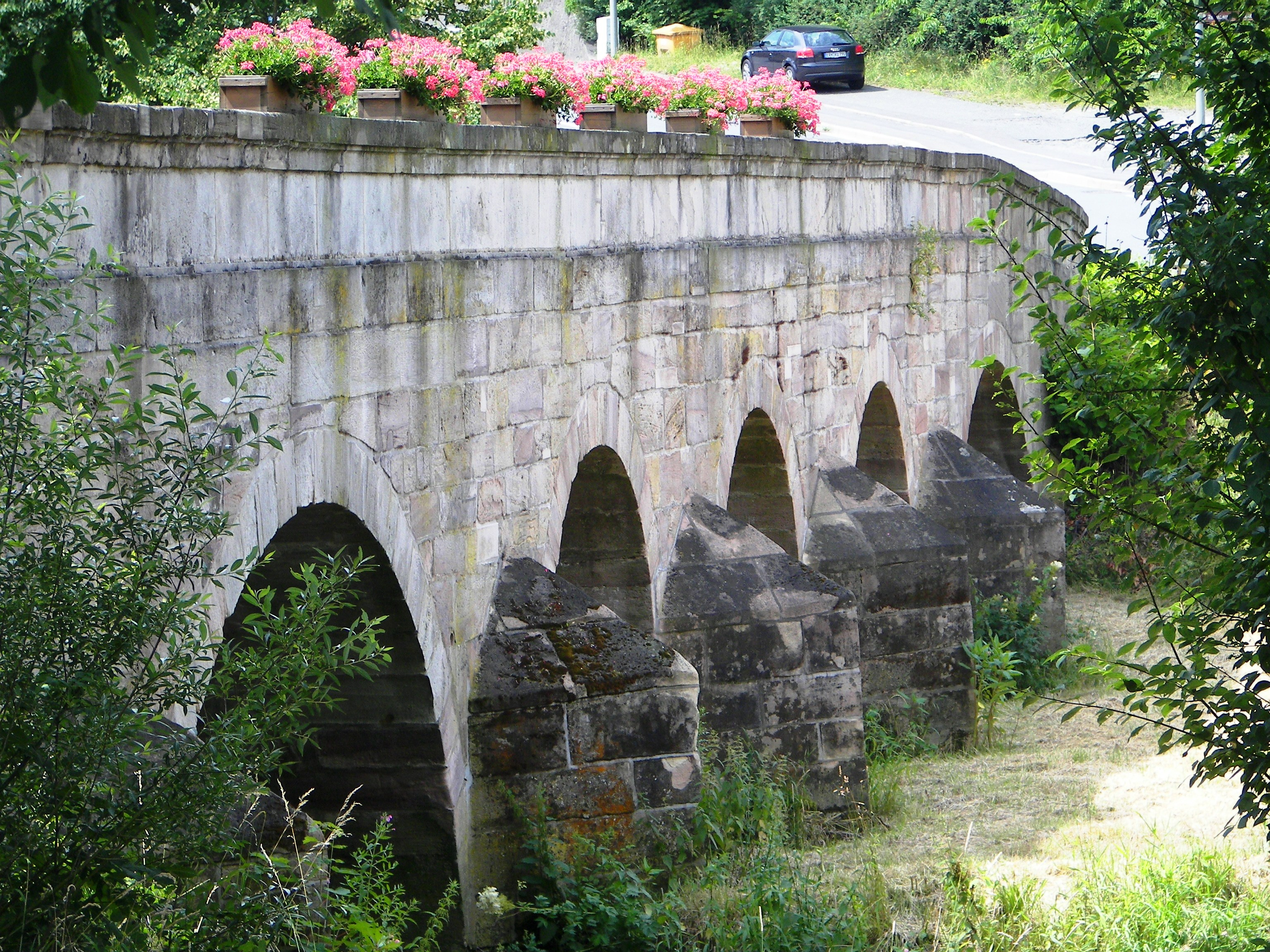
Alte Steinbrücke über die Untere Steinach

## Politik

### Bürgermeister
Bürgermeister ist seit 2014 Volker Schmiechen (SPD). Sein Vorgänger war Heinz Burges (SPD).

### Gemeinderat
Die Gemeinderatswahlen seit 2014 ergaben folgende Stimmenanteile und Sitzverteilungen:
| Partei/Liste                       | 2020  | 2014  |
| Partei/Liste                       | Sitze | Sitze |
| ---------------------------------- | ----- | ----- |
| SPD                                | 6     | 6     |
| Wählergemeinschaft Untersteinach   | 2     | 2     |
| CSU                                | 3     | 3     |
| Untersteinacher Bürgergemeinschaft | 1     | 1     |

### Wappen und Flagge
Wappen
|  | Blasonierung: „Gespalten von Silber und Rot; vorne ein nach links gewendeter roter Greif, hinten ein silberner widersehender nackter Mann, der mit beiden Händen eine silberne Lanze schräg vor sich hält.“ |
|  | |

Flagge
Die Gemeindeflagge ist rot-weiß.

### Städtepartnerschaften
Die Gemeinde unterhält eine kommunale Partnerschaft zur Gemeinde Mogilany in Polen.

## Infrastruktur und Wirtschaft

### Wirtschaft
In Untersteinach gibt es zahlreiche Industrie- und Dienstleistungsbetriebe.

### Verkehr

Panorama von Untersteinach und Umgebung

Der Bahnhof Untersteinach (b Stadtsteinach) liegt an der Bahnstrecke Bamberg–Hof. Hier zweigt die Bahnstrecke Untersteinach–Stadtsteinach, die heute nur dem Güterverkehr dient, ab. Die Bundesstraße 303 führt nach Stadtsteinach (4 km nordwestlich) bzw. nach Wirsberg (5,5 km südöstlich). Die Bundesstraße 289 führt nach Kulmbach (6,5 km westlich) bzw. nach Ludwigschorgast (2,3 km östlich). Die Kreisstraße KU 13 führt nach Guttenberg (3 km nordöstlich). Gemeindeverbindungsstraßen führen nach Gumpersdorf (3,1 km westlich) und nach See (3 km südlich). Eine Anliegerstraße führt nach Hummendorf (1,7 km nordwestlich).

## Bildung

### Volksschule Untersteinach-Ludwigschorgast
Untersteinach verfügt über eine Grundschule. In der Volksschule Untersteinach-Ludwigschorgast werden, aufgeteilt auf die beiden Schulgebäude in Untersteinach und Ludwigschorgast, derzeit 140 Schüler der Klassen eins bis vier unterrichtet (Stand 2010/11). Die Klassen 1 und 2 befinden sich im Gebäude in Ludwigschorgast, die Klassen 3 und 4 in Untersteinach.

### Mittelschule Stadtsteinach-Untersteinach
Untersteinach ist Mitglied im Mittelschulsprengel Stadtsteinach-Untersteinach. Die Klassen 5 und 6 werden im Schulgebäude Untersteinach unterrichtet, die übrigen in der Nachbargemeinde Stadtsteinach.

## Persönlichkeiten
- Johann Gottfried Biedermann (* 19. August 1705 in Plauen, † 11. Juli 1766 in Untersteinach), („Hochfürstlich Brandenburg-Culmbachischer“) Pfarrer und Genealoge. Er erstellte die genealogischen Tabellen des fränkischen Adels.
- Georg Adam von Varell (* 28. Juni 1709 in Untersteinach, † 6. November 1765 in Untersteinach), Kaiserl. Rat und Generalfeldmarschall-Leutnant des Fränkischen Kreises, Oberst über ein Infanterieregiment im Siebenjährigen Krieg. Er war der letzte Vertreter seines Geschlechts und wohnte im Schloss Untersteinach, welches nach seinem Tod an die Familie Guttenberg zurückfiel (ab 1869 Sitz der Schlossbrauerei, 1982 in baufälligem Zustand abgebrochen).